# Sessenheim
Sessenheim je občina v departmaju Bas-Rhin francoske regije Alzacija.
Leta 1990 je v občini živelo 1 542 oseb oz. 168 oseb/km².